# Війтасаарі
Війтасаарі (фін. Viitasaari) — місто в провінції Центральна Фінляндія в Фінляндії. 
Станом на 2011 чисельність населення становить 7 125 осіб. Місто займає площу 1 589,13 км ², з яких водна поверхня становить 340,43 км ². Щільність населення — 5,71 осіб/км ².

## Міста-побратими
- Нио (з 1991 року) [6]
- Рокитниця (з 2003 року)
- Сер-Одал (з 1982 року)
- Стаффансторп (з 1945 року)
- Стуруман (з 1988 року)
- Шланген (з 1999 року)